# Nederlandse kampioenschappen zwemmen 1948
De Nederlandse kampioenschappen zwemmen 1948 werden gehouden op 9, 10 en 11 juli 1948 in Den Haag, Nederland.
Rugslagzwemster Ria van der Horst werd gezien als belofte voor de toekomst. De 15-jarige Rotterdamse won in de series met een tijd van 1.19,2 minuut van Dicky van Ekris, maar stelde in de finale teleur door tweemaal in de touwen te zwemmen en als vierde te eindigen. Desondanks werd ze wel afgevaardigd naar de Olympische Zomerspelen in Londen, ten faveure van veterane Cor Kint.
AZ '70 won met 36 punten de Zian-beker.

## Zwemmen

### Mannen
| Afstand:           | Goud:                       | Tijd    | Zilver:                    | Tijd    | Brons:                     | Tijd    |
| 100 m vrije slag   | Kees Hoving RZC             | 1.01,0  | Rob Sindorf Het Y          | 1.01,9  | Joris Tjebbes HPC          | 1.02,8  |
| 400 m vrije slag   | Rinus van Daatselaar AZ '70 | 5.21,0  | Daan Buijze HZ&PC          | 5.22,8  | Joris Tjebbes HPC          | 5.25,1  |
| 1500 m vrije slag  | Rinus van Daatselaar AZ '70 | 21.38,0 | Rob Bollen Zian            | 22.20,0 | Hans Wittermans Zian       | 22.22,0 |
| 100 m rugslag      | Kees Kievit Aegir           | 1.10,8  | Jitse van der Veen LZO     | 1.13,5  | Dhr. Hoekstra              | 1.14,4  |
| 200 m schoolslag   | Bob Bonte ZAR               | 2.49,6  | Joop van Daatselaar AZ '70 | 2.55,4  | Herman Smitshuijzen AZ '70 | 2.59,3  |
| 4x200 m vrije slag | AZ '70                      | 10.16,4 | HZ&PC                      | 10.17,7 |                            |         |

### Vrouwen
| Afstand:           | Goud:                   | Tijd   | Zilver:                   | Tijd   | Brons:                      | Tijd   |
| 100 m vrije slag   | Hannie Termeulen HDZ    | 1.06,8 | Marie-Louise Vaessen ZON  | 1.07,3 | Irma Schuhmacher RDZ        | 1.07,6 |
| 400 m vrije slag   | Hannie Termeulen HDZ    | 5.36,1 | Willy Willemsen HDZ       | 5.47,5 | Annie Veldhuijzen De Robben | 5.55,3 |
| 100 m rugslag      | Greetje Galliard ADZ    | 1.18,6 | Dicky van Ekris De Robben | 1.18,9 | Cor Kint Rotterdam          | 1.20,1 |
| 200 m schoolslag   | Nel van Vliet De Robben | 2.56,6 | Jannie de Groot ADZ       | 3.02,8 | Tonnie Hom De Robben        | 3.05,5 |
| 4x100 m vrije slag | RDZ                     | 4.53,9 | De Robben                 | 5.03,6 |                             |        |

## Schoonspringen

### Mannen
| Onderdeel: | Goud:              | Score  | Zilver:                 | Score  | Brons: | Score |
| 3 m plank  | Wim Kettler AZ '70 | 111,45 | Clemens de Goede AZ '70 | 105,73 |        |       |

### Vrouwen
| Onderdeel: | Goud:             | Score | Zilver:        | Score | Brons: | Score |
| 3 m plank  | Kiki Heck Tjikini | 92,15 | Coby Floor ADZ | 90,37 |        |       |

Langebaan (50 meter):

1920 ·
1921 ·
1922 ·
1923 ·
1924 ·
1925 ·
1926 ·
1927 ·
1928 ·
1929 ·
1930 ·
1931 ·
1932 ·
1933 ·
1934 ·
1935 ·
1936 ·
1937 ·
1938 ·
1939 ·
1940 ·
1941 ·
1942 ·
1943 ·
1944 ·
1945 ·
1946 ·
1947 ·
1948 ·
1949 ·
1950 ·
1951 ·
1952 ·
1953 ·
1954 ·
1955 ·
1956 ·
1957 ·
1958 ·
1959 ·
1960 ·
1961 ·
1962 ·
1963 ·
1964 ·
1965 ·
1966 ·
1967 ·
1968 ·
1969 ·
1970 ·
1971 ·
1972 ·
1973 ·
1974 ·
1975 ·
1976 ·
1977 ·
1978 ·
1979 ·
1980 ·
1981 ·
1982 ·
1983 ·
1984 ·
1985 ·
1986 ·
1987 ·
1988 ·
1989 ·
1990 ·
1991 ·
1992 ·
1993 ·
1994 ·
1995 ·
1996 ·
1997 ·
1998 ·
Amersfoort 1999 ·
Drachten 2000 ·
Eindhoven 2001 ·
Amersfoort 2002 ·
Amsterdam 2003 ·
Amsterdam 2004 ·
Amsterdam 2005 ·
Eindhoven 2006 ·
Amsterdam 2007 ·
Eindhoven 2008 ·
Eindhoven 2009 ·
Eindhoven 2010 ·
Eindhoven juni 2011 ·
Eindhoven december 2011 ·
Amsterdam 2012 ·
Eindhoven 2013 ·
Eindhoven 2014 ·
Eindhoven 2015 ·
Eindhoven 2016 ·
Eindhoven 2017 ·
Amersfoort 2018 ·
Amersfoort 2019 ·
2020 ·
2021 ·
Amersfoort 2022 ·
Amersfoort 2023 ·
Amersfoort 2024

Kortebaan (25 meter):

1980 ·
1981 ·
1982 ·
1983 ·
1984 ·
1985 ·
1986 ·
1987 ·
1988 ·
1989 ·
1990 ·
1991 ·
1992 ·
1993 ·
1994 ·
1995 ·
1996 ·
1997 ·
's-Hertogenbosch 1998 ·
Nieuwegein 1999 ·
Nieuwegein 2000 ·
Alphen aan den Rijn 2001 ·
Eindhoven 2002 ·
Drachten 2004 ·
Amsterdam 2005 ·
Drachten 2006 ·
Amsterdam 2007 ·
Amsterdam 2008 ·
Amsterdam 2009 ·
Amsterdam 2010 ·
Amsterdam 2012 ·
Dordrecht 2013 ·
Tilburg 2014 ·
Tilburg 2015 ·
Hoofddorp 2016 ·
Hoofddorp 2017 ·
Tilburg 2018 ·
Tilburg 2019 ·
2020 ·
Den Haag 2021 ·
Den Haag 2022 ·
Den Haag 2023